# Feels Like I’m Falling in Love
«Feels Like I’m Falling in Love» (стилизовано без пробелов строчными буквами feelslikeimfallinginlove; с англ. — «кажетсяявлюбляюсь») — песня британской группы Coldplay, вышедшая 21 июня 2024 года в качестве ведущего сингла с их десятого студийного альбома Moon Music.

## История
13 июня 2024 года Coldplay объявили в своих социальных сетях, что песня будет выпущена 21 июня. Песня была написана участниками группы и спродюсирована Максом Мартином, Оскаром Холтером, Биллом Рахко, Дэниелом Грином и Майклом Илбертом. В ней также использована песня «Funeral Singers» в исполнении Sylvan Esso и написанная Тимом Рутили.

## Отзывы
Песня «Feels Like I’m Falling in Love» получила в целом положительные отзывы от музыкальных критиков. Эндрю Унтербергер из Billboard описал песню как «Coldplay в целом делают то, что у них получается лучше всего: песни о любви с угрюмыми куплетами и будоражащими кровь припевами, которые вы можете запомнить после одного прослушивания». Крис ДеВилль из Stereogum отметил, что «несмотря на участие такого мастера поп-музыки, как Макс Мартин, который также работал над кроссоверным альбомом 2021 года „Music of the Spheres“, [эта песня] больше похожа на имперский Coldplay середины 2000-х годов с чуть большим блеском». Деррик Россиньоль, написавший для Uproxx, оценил трек как «пышный и бодрящий номер».

## Музыкальное видео
Музыкальный клип на песню «Feels Like I’m Falling in Love» был снят в Одеоне Геродоса Аттикуса в Афинах, Греция. Местные издания утверждали, что бюджет клипа составил 3 миллиона евро, и он вошел в число самых дорогих музыкальных видео всех времен. Режиссером клипа выступил Бен Мор, а релиз состоялся 1 июля 2024 года. В клипе Наташа Офили и группа Coro de Manos Blancas присоединились к Coldplay, чтобы исполнить песню на языке жестов. Июль отмечается как месяц гордости инвалидов. Анимационный клип, созданный 15 различными артистами, вышел 22 июля. Ремикс на песню, записанный Zerb, также имеет видео, снятое на улицах Хельсинки и выпущенное 2 августа.

## Концертные выступления
16 июня 2024 года во время мирового турне Music of the Spheres World Tour в Будапеште группа впервые исполнила песню «Feels Like I’m Falling in Love» на публике. Группа также исполнила песню на фестивале Гластонбери в Пилтоне, Сомерсет, 29 июня 2024 года.

## Участники записи
Coldplay
- Крис Мартин — вокал, клавишные, акустическая гитара
- Гай Берримен — бас-гитара
- Джонни Баклэнд — гитара
- Уилл Чемпион — ударные, перкуссия

## Чарты

### Еженедельные чарты
| Чарт (2024)                                  | Высшая позиция |
| -------------------------------------------- | -------------- |
| Австралия (ARIA)                             | 54             |
| Австрия (Ö3 Austria Top 40)                  | 60             |
| Бельгия/Фландрия (Ultratop 50)               | 6              |
| Бельгия/Валлония (Ultratop 50)               | 13             |
| Канада (Billboard Canadian Hot 100)          | 82             |
| Канада (Billboard CHR/Top 40)                | 36             |
| Канада (Billboard Hot AC)                    | 21             |
| СНГ (TopHit)                                 | 71             |
| Чехия (Rádio — Top 100)                      | 33             |
| Финляндия (Suomen virallinen lista)          | 34             |
| Мир (Billboard Global 200)                   | 57             |
| Ирландия (IRMA)                              | 21             |
| Япония (Billboard Japan)                     | 2              |
| Нидерланды (Dutch Top 40)                    | 14             |
| Нидерланды (Single Top 100)                  | 44             |
| Новая Зеландия (RMNZ)                        | 7              |
| Португалия (AFP)                             | 83             |
| Словакия (Rádio — Top 100)                   | 18             |
| Словакия (Singles Digitál Top 100)           | 76             |
| Швейцария (Schweizer Hitparade)              | 26             |
| Великобритания (OCC UK Singles)              | 16             |
| США (Billboard Hot 100)                      | 81             |
| США (Billboard Adult Pop Airplay)            | 10             |
| США (Billboard Hot Rock & Alternative Songs) | 12             |
| США (Billboard Pop Airplay)                  | 26             |
| США (Billboard Rock & Alternative Airplay)   | 11             |